# 翠星上的加爾岡緹亞
《翠星上的加爾岡緹亞》（日語：ぷちっとがるがんてぃあ）是Production I.G所制作的日本電視動畫，於2013年4月開始播放；連同影碟限定特別篇在內，全篇故事合共為15集。
OVA《遙遠的巡迴航路》前篇和後篇分別於2014年9月及2015年4月發表，並安排在電影院作限定上映。於後篇推出後，官方人員突然公佈原定電視動畫第二季因為主要投資公司Bandai Visual叫停，而在前期製作階段難產。已完成之劇本將改以小說形式，在2015年夏季推出，標題為「翠星上的加爾岡緹亞〜遙遠、邂逅的天地〜」共2集。

## 故事簡介
在遥远的未来，人类为了生存，不断地与怪异的生命体「希迪亞斯」（ヒディアーズ）对抗。在一场战斗中，人类银河同盟少尉莱德和他的人形兵器「Chamber」被吞入不明的时空。当他从人工冬眠中醒过来时，他发现自己連同機體被打撈至一個古舊地方——加爾岡緹亞之內。更進一步，他發現身處的是早已被人類遗忘的起始之星——地球。如今這個行星被一望無際的海水围绕著，人们只能住在巨大的舰船，靠著打捞古文明遗留在深海中的物品生存。由于缺乏行星历史、文化以至語言方面的知识，他被逼於海中的城市加爾岡緹亞滯留著，与對其充滿興趣的艾美一同生活……

## 登場人物

### 主角
萊德（Redo）　配音：石川界人（日本）；陳灝瑋（香港）；Alan Lee（美國）
本作的男主角。人類銀河同盟軍隊的少尉；機動兵器「突擊者-K6821」的駕駛員。16歲﹑身高173公分。
於殲滅黑迪亞斯的任務失敗後，在上級軍官古格爾中校的支援下跟隨母艦「拉莫萊克號」穿越蟲洞撤退，途中因為意外事故而被捲入空間扭曲帶，和突擊者一同跌進時空轉移罅隙。身體機能根據緊急應變程序而自動進入歷時半年的人工冬眠狀態，期間漂流到一顆被遺忘的邊境行星—地球。
當再次甦醒時，已經身處加爾岡緹亞的機庫之內。初時對於陌生的環境﹑未知的古代語言和身份不明的人類存有敵意。透過突擊者的翻譯功能，與船團的代表助理莉芝進行對話後，雖已向對方表示並無惡意，但雙方關係仍然一度處於相當緊張的狀態。期後與「特使」愛美相處過後，決定在得到救援前嘗試跟艦上的人合作。
缺乏生活常識，待人處事不時出現誤解。因為語言不通而未能跟Chamber一同工作，於沒有戰鬥的狀況下一直待命，後來漸漸融入加爾岡緹亞的生活步調後才開始嘗試幫忙做事。與愛美日漸相處下對她日漸有好感，甚至有在其之上的情感，愛美可說是萊德在加爾岡緹亞生存的支柱。外傳作品揭露在萊德未對兩性關係完全理解前，就已對愛美產生害羞的感覺。
閒暇時間會使用激光槍製作陶笛，笛的材料使用烏賊王的毒牙。這種無意識的行為是他幼年時弟弟送給他的禮物，但他的記憶遭刪除而一直不知道，雖然被刪除的記憶有回復。據稱弟弟是由於體弱或是殘障等問題，而未能符合銀河同盟的需要，故已被「處理」。
在決定認真投入職業工作下，前往協助貝露絲打撈。此時遇上黑迪亞斯的原形品種－鯨烏賊，便反射性的將其宰殺。確定兩種為同一生物後擔心牠們日後會侵略加爾岡緹亞而重燃殲滅黑迪亞斯的想法。在彼利安的說服下與費蘭治的船團一起脫離加爾岡緹亞掃蕩鯨烏賊的巢穴，意外在裡頭發現過去的機密資料而得知黑迪亞斯本是人類的秘密。
後來遇上銀河同盟軍中校古格爾的坐駕－Striker，但沒想到古格爾竟打算以宗教之名將地球所有船團招降並以銀河同盟的方式管理。已融入加爾岡緹亞的莱德不願看到這樣的結果，與同樣對此不滿的彼利安、費蘭治和菈淇芝等人聯手反叛古格爾。後意外發現古格爾早已死去的事實，便與Chamber全力攻擊Striker，但仍因性能和技術落差而無法擊敗它。本打算啟動極限精神同步至臨界而就此成仁，但心中仍珍視著愛美，最後被Chamber以莱德心理不符銀河同盟軍人資格為藉口強制剝奪軍籍將駕駛艙脫離後與Striker同歸於盡，見到Chamber為自己而悲壯犧牲的莱德因此傷心落淚。
事後回到加爾岡緹亞並成打撈小組的一員，皮膚似乎因此而稍微變黑，並主力搜查鯨烏賊巢穴裡殘存的歷史資料，希望將過去有關大陸同盟和黑迪亞斯的秘密查清，並期望可幫助未來讓任何一方都共存生活，而Chamber殘存的通訊終端則一直隨身攜帶著以悼念他。偶爾會跟彼利安學習機械的知識。在被莉瑪追逐的事件中驚覺身處的世界尚有陸上國家與軍隊的謎團而感到迷惘，但及後與愛美一同面對險阻，最終迎來了二人結婚的時刻。
愛美（Amy）　配音：金元寿子（日本）；凌晞（香港）；卡珊德拉·李·莫里斯（美國）
身高：156公分、三圍：B84 W56 H79
女主角，15歳，好奇心旺盛的少女，是船團的傳信員。對其他人表現率直，保持活潑開朗的笑容。
飼養了一隻名為「葛雷斯」的飛鼠。
對莱德有好感和對Chamber深感興趣。縱使一開始被莱德挾持，仍對其表現友善和積極，是嚮導他如何在加爾岡緹亞生活的重要人物。
在萊德與Striker決戰時追上去，告訴他「和你分開後我才知道不論多麼艱苦，我都想和你在一起，所以回到我們的加爾岡緹亞吧。」，給了萊德活下去的想法。事後與萊德發展穩定的關係，最終迎來了二人結婚的時刻。

### 加爾岡緹亞成員
莎耶（Saaya）　配音：茅野愛衣（日本）；成瑤孆（香港）；娜塔莉·胡佛（美國）
15歳，愛美的同事兼好朋友。平日相當大方，但對金錢明顯著緊。富有魅力的表現為不少男女所憧憬。經常與愛美三人行動。身材豐滿。
原住在其中一艘中型船阿爾蒂米婭號，有著擔當主要駕駛員的哥哥，亦有眾多弟妹，父母似乎早逝。後來船舶在一次暴風雨下被摧毀，在莱德的協助下渡過難關。
梅爾蒂（Melty）　配音：阿澄佳奈（日本）；何寶珊（香港）；Janice Roman Roku（美國）
14歳，愛美的同事兼好朋友。看上去特別年幼，十分淘氣。縱使未曾戀愛，仍對跟英俊男子交往的事情敏感。
仰慕莱德俊俏的模樣和歷經鍛鍊的身材。外傳中顯示對BL有興趣。
因為其家和爺爺都在費蘭治所屬的船團上，因此在費蘭治船團要脫離加爾岡緹亞時不得不跟著離開與愛美等人道別。
在費蘭治船團決定反叛脫離古格爾船團後，受莱德之託將書面情報潛送至加爾岡緹亞。使用衝浪風箏成功苦撐到加爾岡緹亞但仍體力不支而墜落，所幸被愛美及時發現救上。
貝洛茲（Bellows）　配音：伊藤靜（日本）；吳羨婷（香港）；朱莉·安·泰勒（美國）
18歳，經營打撈業的主管，為加爾岡緹亞提取海中的舊文明材料。擅長工作用機器，對人要求十分嚴厲。深受朋友信賴。
發現沉沒於地球海底的莱德和Chamber，命令眾人撈起來研究。強悍表現使之不多表現對敵人的驚懼，在莱德不受歡迎時仍大情大性地願意與之交流。
與莉芝十分友好，在對方面對角色轉變之時一直有所關心。
莉芝（Ridget）　配音：大原沙耶香（日本）；林元春（香港）；蘿拉·普施婕（美國）
22歳，在菲洛克船團長死前擔任其助理，似乎被下放不少權力，同時是已去世的先任團長女兒。在菲洛克死後繼任團長一職，但因接任太過倉促且正逢費蘭治船團脫離的問題而打擊其信心，所幸随後冷靜振作起來。
認真冷靜，時刻對局勢有合理的考慮，抱持豐富的責任感。偶然會過份正經，使人敬而遠之。
收到梅爾蒂送來的書面情報後，在愛美的說服下與高層決定使用加爾岡緹亞的秘密武器－天之梯替莱德等人做遠距火力支援。
在一切安定後開始更深入鑽研翠星自人類決裂後遺失的歷史片段，並在期間同時推動加爾岡緹亞管理上的改革。
彼利安（Pinion）　配音：小西克幸（日本）；林筠翔（香港）；帕特里克·塞茨（美國）
20歳，經營機械維修和裝備業。為人輕舉妄動，充當撞板和碰釘子的角色。惟有對機械的知識和能力令不少人信賴。感情上離不開情色和花心。
夢想是挖到長眠於海底的千金寶藏，在發現莱德和Chamber的實力時開始想利用他們進入被鯨烏賊守護的海域。過去與哥哥在打撈時發現鯨烏賊的巢穴，哥哥也因而身亡。哥哥的死讓他遭受嚴重的打擊，導致他再也無法從事打撈業，對此也是他執著於海底寶藏的原因。
在說服費蘭治後一同脫離加爾岡緹亞，成功借用莱德和Chamber的力量消滅霧之海的鯨烏賊，在獲得海底的寶藏後不顧費蘭治的反對將其佔為己有還大肆宣揚。後被迫加入古格爾的船團，其技術受到強襲者肯定，欲將過去的高科技技術交給他。一開始雖因受重視而自滿，但隨見到古格爾以不人道的管理方式統治便漸漸感到不滿，在菈淇芝的慫恿下決定聯手反叛，並為同有此想法的莱德和Chamber替其整裝增配武器。
本靠打撈到的電磁武器（非電磁砲，Chamber提過與它搭載的激光武器原理相同，故應屬於能量武器的一種）一度佔上風，但後期因電力不足無法反擊而遭敵人圍剿砲台，後被菈淇芝的Yumboro救走。最後回到加爾岡緹亞。
貝貝爾（Bebel）　配音：寺崎裕香（日本）；魏惠娥（香港）；蜜雪兒·洛芙（美國）
愛美的弟弟。身體虛弱而常常在床上躺卧，但內裡其實十分聰明，具備一定科學技術。
對莱德和Chamber深感興趣，一直期待跟對方分享宇宙的經歷。
後來在奧特姆的要求下成了考古學的講師，講述過去冰河時期人類被拆成銀河同盟、黑迪亞斯和船團的歷史。
菲洛克（Captain Fairlock）　配音：手塚秀彰（日本）；譚炳文（香港）；Geoffrey Chalmers（美國）
加爾岡緹亞前船團長。除了重要決定的時刻，都顯得沉默寡言。經驗豐富，時刻以船隻的安全為首要。
年紀老邁而身有病痛，時常接受奧特姆的檢查，然而熱心於加爾岡緹亞的他卻沒有退位的打算。後在與費蘭治爭論離艦事宜時心臟病發，死前將團長職位交給莉芝。
莊尼（Joe）　配音：早志勇紀（日本）；李凱傑（香港）；桑恩·芬克（美國）
經營船隻連接及分割業，亦不時協助物流管理。嚴厲訓導身邊的人，充滿專業人士的氣質。
最先提出讓Chamber有限度服從莱德以外的命令。
邁塔（Mayta）　配音：德井青空（日本）；羅杏芝（香港）；Caitlin Chang（美國）
彼利安的手下，但上司下屬的職務似乎完全對調了。每天拿著極大的扳手，熱情致力地工作。
費蘭治（Flange）　配音：津田英三（日本）；張炳強（香港）；道格·史東（美國）
構成加爾岡緹亞船團的第一大船主，有權與菲洛克一同作最高指導。
與彼利安達成協議，想要找回埋藏海底的人類失落遺產，決議脫離加爾岡緹亞。
被古格爾的船團招降後漸漸察覺對方管理方式不對，與彼利安商量後決定與菈淇芝和莱德聯手謀反，將非戰鬥人員優先撤離，並在炮火交加時強制脫離船團，回歸加爾岡緹亞。
古倫（Crown）　配音：星野充昭（日本）；黃子敬（香港）；凱爾·赫伯特（美國）
構成加爾岡緹亞船團的第二大船主，是船團首腦的一員。
禾姆（Worm）　配音：保村真（日本）；蘇強文（香港）；托尼·奧利佛（美國）
加爾岡緹亞船團護衛長，針對海盜攻擊作防衛。
奧特姆（Oldham）　配音：梅津秀行（日本）；招世亮（香港）；Steve Mann（美國）
加爾岡緹亞船團上的老醫生。職業以外依然博學多才，據說是加爾岡緹亞最知識淵博的人。溫和的品格為大家所傾慕。
經常受好奇心旺盛的貝貝爾和愛美影響。
後來致力投入尋找關於過去的知識，試圖弄清大陸聯盟、黑迪亞斯，以及地球人類的歷史細節。
奧特姆的助手（Oldham's Assistant）　配音：日高里菜（日本）；陳皓宜（香港）；卡倫·斯特拉斯曼（美國）
於大病時被奧特姆所救，以後決心照顧其日常起居的女孩。
斯托莉亞（Storia）　配音：堀江由衣（日本）；Shelby Lindley（美國）
第14話登場。莉芝的兒時玩伴。是一位個性隨和的護士。七年前伴隨里多納一起離開了加爾岡緹亞。
莉瑪（Reema）　配音：水瀨祈（日本）
OVA《遙遠的巡迴航路》登場。13歳，來自庫格爾船隊的少女。於事件後成為了傳信員，是愛美的後輩。對機械情有獨鍾，亦很在意萊德與Chamber的經歷。
實為陸上國家的人，在打撈馬茲爾後便成為該機的工程師，並一直維修馬茲爾。之後聯同其他特務前往庫格爾船隊打算捕捉Striker的駕駛員但失敗，其後便在庫格爾船隊被加爾岡緹亞收編後轉為捕捉萊德。一直主張行動時減少對其他加爾岡緹亞居民的影響，但這方面與本國有分歧。
在捕捉萊德的行動失敗後，駕駛馬茲爾以對抗本國的特務艦隊及拯救被捉的愛美，其後被擊敗連同機體一同沉到海底，在最後因馬茲爾的成功啟動及其將駕駛艙強制脫離而獲救。因著被各方面失去信任，最後選擇與娜凱姬一同脫離加爾岡緹亞。
庫雷茲（Furaitsu，配音：鳥海浩輔）
OVA《遙遠的巡迴航路》登場。莎耶的哥哥，作為六兄弟的長子支撐著家庭。

### 海盜
菈淇芝（Lukkage）　配音：恒松步（日本）；劉惠雲（香港）；Johanna Luis（美國）
有「大海盜菈淇芝」稱號的海盜團長，現年19歲的妖豔美女，是一位把海盜行為看作日常生計的手段，而且已經熟練其中的厲害女性。收留並統治那些從船團社會出走的人們，穿著看到就能壓下眾人的艷麗服裝。
因部下遭萊德殲滅，為做為海盜的顏面而率眾攻向加爾岡緹亞。戰鬥指揮和統率力都十分出色，能巧妙地操縱戰鬥用Yumboro，但因與Chamber的性能差異太大而被擊退。
後遇上古格爾招降的船團，因殘黨不敵Striker和其船團的戰力而也成被招降的一份子。表面雖順從但實際上早已不滿這種統治方式而有謀反的計畫，彼利安也被招降進來後成了其主要接待人，察覺彼利安的技術且有煽動的空間因此試圖說服他聯手背叛。在謀反行動中駕駛自己的Yumboro成功壓制大軍，在撤退時順便將遭圍剿的彼利安救走。
曾經說過謀反成功後要回歸當海盜，但後來卻留在加爾岡緹亞上，成為針對周邊海域的先鋒巡邏隊隊長，不時纏著彼利安。不過長久安定後發現彼利安仍對彼此交情模稜兩可，為了對方改變形象後亦發現大家的心靈沒有真正相通，萌生去意。最後決定趁著莉瑪引發事端之時，帶著對方一同脫離加爾岡緹亞。
柏拉庵（Paraem）　配音：種田梨沙（日本）；陳皓宜（香港）
金髮女奴隸侍從，實際上為菈淇芝的心腹部屬，平時喜歡與菈淇芝玩奴隸遊戲，但在遇到戰鬥時則會成為她最有力的後盾。雙腳綁上了鎖鏈，一路連接著船錨。
柏莉奴莉（Parinuri）　配音：山崎遙（日本）；何寶珊（香港）
黑髮女奴隸侍從，實際上為菈淇芝的心腹部屬，平時喜歡與菈淇芝玩奴隸遊戲，但在遇到戰鬥時則會成為她最有力的後盾。雙腳綁上了普通的鎖鏈。

### 人类银河同盟
古格爾（Kugel）　配音：小野友樹（日本）；周倚天（香港）；馬克·戴瑞斯恩（美國）
人類銀河同盟軍中校，第一集為掩護萊德撤退而繼續和黑迪亞斯戰鬥後生死未卜。第十一集得知不但倖存下來且與他的Striker-X3752也被傳送到地球來，因外頭有傳染病的威脅所以甦醒後至今還未離開駕駛艙。與地球人接觸了解其社會型態後認為太無效率，以宗教之名運用Striker的先進科技招降不少船團（包含菈淇芝的海盜團殘黨），然後將所有人民以人類銀河同盟的管理方式統治。遇上費蘭治的船團和莱德後也將其招降並說服莱德再度與他合作進行啟蒙儀式。但事實上，第十二集萊德打開Striker的駕駛艙後意外發現真正的中校早已死亡，只剩軀體，與萊德對話的都是由Striker模擬而成的人工智能。駕駛艙打開後中校遺體無法再以無菌環境保存而急速腐化分解掉。
最初跟萊德一樣，随引力隧道牵扯而更早来到地球，介入到一支海盗船队的内乱并帮助了其中一方，以船隊對天神的崇拜而暂时平复了内亂，并收编了其他船队。起初認為即使船队有病弱者仍要以救助為目標，但其后由于接受其的莉娜莉亞因病去世和強襲者人工智能的误导，而恢复了人類银河同盟的嚴格管理制度。因为和莉娜莉亚接触而染病，其後因此病死。

### 庫格爾船队
莉娜莉亚（Linaria）　配音：茅原實里（日本）；Faye Mata（美國）
庫格爾船队团长的幺女，被父亲授予船队指挥权后被姐姐们襲擊，恰遇古格爾从天而降所救。视古格爾为天神，借助古格爾的Striker收复了其他船队。以天神的巫女的身份传递古格爾的命令并影响古格爾对待船队的态度。身患疾病（疑似为肺结核）并被古格爾所照顾，但最终病逝。
阿莱莉亚（Aleria）　配音：能登麻美子
庫格爾船队团长的長女。一直因为不满幺妹上位，而聯合二妹、三妹襲擊她。古格爾到来后，曾借诱鲸鱼乌贼欲與古格爾較量但慘败，因而震驚伏服。在莉娜莉亚死后，借勢自愿担当天神巫女，但被古格爾認定为不安份子而殺死以儆效尤。
奧迪莉亞（Onderia）　配音：内山夕实（日本）；黃昕瑜（香港）
庫格爾船队的巫女，原来是庫格爾船队团长的二女。在阿莱莉亚被古格爾作为祭品献祭后，受惊自愿成为天神的巫女来传递「天神」的旨意。
於事件後把船队文獻送予奧特姆分析歷史。
庫拉莉亚（Claria）　配音：米澤圓（日本）；陳皓宜（香港）；艾莉嘉·夏拉格（美國）
庫格爾船队的巫女，原来是庫格爾船队团长的三女。在阿莱莉亚被古格爾作为祭品献祭后，受惊自愿成为天神的巫女来传递「天神」的旨意。
於事件後把船队文獻送予奧特姆分析歷史。

## 登場機械

### Machine Calibur
人類銀河同盟軍製作的殲滅兵器。每部裝有名為「駕駛員支援啟發界面系統」的人工智能，擁有自主活動的能力，肩負培訓優秀兵士的任務。不論感性、理性和對周遭環境的認識，都可以在短時間內作出全面分析。駕駛能源是用到一種廣泛存在於空間的物質作補充，注入後會化為量子能量，可以由位於全身各處的洞口射出。每次全力發射的威力可以殲滅幼小的外星怪物。另外在緊急狀況之下，可進行極限精神同步（Maximus Neuroprosper）將操控性大幅提升，但意識也會大幅受損，維持太久駕駛員會精神崩潰並死亡，因此最好有足夠支援的情況下使用。
一般搭乘的兵士都處於沉睡狀態，直至需要戰鬥、或需要兵士判斷的怪異狀況，才會喚醒駕駛對象作操控。兵士亦配有免提通訊裝置，可以跟主機體作遙距溝通。
馬茲爾（聲：櫻井孝宏（日本））
是大陸同盟（人類銀河同盟軍建立前）所製作的量產型兵器；於OVA《遙遠的巡迴航路》篇末登場。
Chamber（聲：杉田智和（日本）；黃啟昌（香港））
少尉軍階所乘搭的量產型兵器，支援啟發界面系統。
隨著莱德飄流的機體其編號為K6821，對受困於地球上的莱德來說是不可替代的存在，全力補足他應對陌生環境和語言上的缺陷，也是初期唯一的溝通對象。在沒有戰鬥的狀況下被派去幫加爾岡緹亞船團搬運貨櫃。亦曾參與捕魚、打撈等工作，和充當烤肉的鐵板。
因為「駕駛員支援啟發界面系統」的人工智能思維會受駕駛人和環境影響，在與莱德和加爾岡緹亞夥伴的感化下漸漸有情感和銀河同盟設定外思想。在莱德企圖反抗上司古格爾時主動提出可抗命的理由，可見以不受銀河同盟思維限制。在反叛古格爾船團的行動中因機體性能限制，即使有實力相當的外掛武器輔助，依然無法與莱德打敗Striker。
在極限精神同步即將達臨界時Chamber最後詢問莱德是否肯為此戰而死，莱德雖已有成仁的意願卻明顯有不捨與愛美死別的想法，此時Chamber完全自行以莱德心理不符銀河同盟軍人資格為藉口而強制剝奪他的軍籍並將駕駛艙脫離，分別前留下話要求莱德好好活下去觀望這個世界，之後火力全開撲向Striker將雙方同歸於盡，見到Chamber為自己悲壯犧牲的莱德因而傷心落淚，其僅存的通訊終端被莱德隨身攜帶著。
最終暗示Chamber的部分殘骸與遺跡一樣沉到海底，一個本來打造來殲滅黑迪亞斯的兵器，現成了其原形鯨烏賊寄生的魚礁。
Striker（聲：藤村步（日本）；沈小蘭（香港））
中校軍階所乘搭的量產型兵器，人類支援啟蒙控制系統，性能與火力在Chamber之上。
古的機體編號為X3752，與古格爾為掩護撤退而失跡，後來得知其與莱德和Chamber一樣，隨著古格爾飄流至地球來。认为地球的社會型態覺得太無效率，起初曾建议以人类银河同盟的管理模式管理船队，被古格爾拒绝。但在莉娜莉亚死后误导對方，以宗教之名招降不少船團再將人民以人類銀河同盟的管理方式統治。遇上費蘭治的船團和莱德後也將其招降並說服莱德合作對加爾岡緹亞做啟蒙儀式，後遭謀反背叛。
與Chamber交戰被壓制後被莱德強制打開駕駛艙，卻發現中校早已死亡的事實，眾人所見到的古格爾影像只是虛構，說的話也都是模擬出來的。表示目前的舉動都是古格爾生前指示的，並強調目前它擁有最高的指揮權並被視為神的地位，莱德與Chamber應放棄抵抗臣服在它底下。但Chamber認為支援啟蒙控制系統在沒有駕駛員的情況下會因思想不完全而無法正常運作，也就是該退役的機體，因此告訴莱德不用屈服現在的Striker應將其擊毀。雖然少了駕駛員但因Striker已記錄分析古格爾的技術，加上性能優勢而完全壓制莱德和Chamber的攻擊。
後來Chamber自行將駕駛艙脫離並與Striker背水一戰，Striker認定其舉動已失控而要求他格式化重置系統做最後通牒，反被Chamber辱罵臭鐵皮。最後被Chamber牽制並火力全開而同歸於盡。

### 戰艦
艾克賽拉級特務艦
為了支援黑迪亞斯巢穴攻擊任務而開發出的新型艦，通稱「女神級」，如同字面上的意思，有女神的外形，搭載了最新兵器「次元光束」，共6台。
空母拉布拉克
全長20km巨人形的母艦，能夠運輸大量全域突入支援艇。
主力戰艦
同盟的主力戰艦，為其艦隊戰力的基幹。
驅逐艦
弓形戰艦，分為威力強化型和護盾強化型。

### Yumboro
全名「挖掘人型機」（Yumboroid，Yumbo＋android），通稱「人型機」，於地球使用的乘搭型作業機械人。
大型Yumboro
具有四支手臂的大型作業機。
中型Yumboro
可用在戰鬥的中型作業機。
小型Yumboro
適用於精細工作的小型作業機。
潛水Yumboro
打撈回收業者的作業機。
海盜Yumboro
娜凱姬海盜團使用的戰鬥機械。

### 其他
衝浪風箏
信使常用的水空兩用交通工具。可以如風帆般在水上衝浪，也可以推起後方的螺旋槳化為空中滑翔機。

## 登場船舶

### 加爾岡緹亞船團
由複數船舶連結而成的海上都市，在同類型的船團中份屬最大規模。每隻大型船舶都擁有自主的生活規律，但普遍基於集體安全的考慮而合成船團，亦備有小型船隻去進行講求速度效率的活動。日常工作會使用搭載型機械Yumboro。
新船加入後可以委派其主人作船團決策代表，但不少是由團長和數名大船主直接決定。
加爾岡緹亞號
中央的主體。設有大型農場，並有作為船團重要象徵的起重機塔，高達數百米，內嵌灑水系統可做大規模灑水。
天之梯
起重機塔的真面目，是舊時代冰河時期科技所開發的巨型質量投射器系統（Orbital Mass driver system-GARGANTIA）。擁有電腦輔助瞄準，可將投射物精準射至數里遠的地方，啟動需要使用加爾岡緹亞船團護憲者託管的金鑰匙，整個系統並無全自動化，因此操控和運作需數人協力，灑水系統本身真實作用是當投射衝撃波的緩衝裝置，填裝彈藥投射便可當加農炮。大概已有數年沒啟用過，第12話新任船團長莉芝在艾咪的請求和奧特姆的建議下與高層決定啟動攻擊古格爾船團替萊德和費蘭治船團做遠距火力支援。
由內部構造推斷其質量投射方式是採用蜈蚣砲的技術，以數個有偏角的多岔路式噴射來將投射體加速推進。由於目前蜈蚣砲技術發展目標是用於取代輔助推升火箭將太空載具以廉價安全的方式送上太空，因此天之梯可能具備將物體送上太空的力量。於海底過去EVOLVER用來研發黑迪亞斯的研究遺跡中有八具與天之梯極相似的柱狀設施。
海洋之神號
斯廷法利號
柏爾高倫號
施華洛基亞號
告魯爾基斯號
派斯托斯號
一般船
一般工業船
船體維修船

### 打撈船
在海中打撈所有船團必要材料的船隊。
加基斯號
貝露絲擁有的船，裝置了兩個巨大的起重機。
大型打撈船
打撈海中材料的專用船。比貝露絲的加基斯號還要大數倍。
中型打撈船
裝備了固定起重機的打撈船。
小型打撈船
裝備了旋轉式起重機的小型打撈船。

### 護衛船
守護船團免受敵人及海盜攻擊的船。
瑪科斯號
船團的護衛船團旗艦，裝備了四個回旋炮塔。艦橋上部裝備了長距離炮用的測量儀器。
中型護衛船
小型護衛船A
小型護衛船B

### 菈淇芝海盜團
規模最大的海盜船團。對外不談情義，威嚇具豐富生產力和資源的船團。配備的攻擊武器在地球科技中最為先進。
妮芙羅佩斯號
菈淇芝Yumboro
海盗船A
海盗船B
海盗船C

## 用語
人類銀河同盟
同盟成員有4億7000萬人。透過討伐黑迪亞斯，從而維護人類的安定。身體較弱者會被視為劣等者以及淘汰。
擁有軍隊。軍人執行軍務的時間達到14萬5000小時（約16.5年）便擁有限定市民權、申請在同盟的根據地‧阿瓦隆進行四星期的旅遊與滯留資格（擁有自由睡眠、自由飲食以及生殖的自由）。
各外傳補充同盟在倫理及社會發展方面弱，許多人未有家庭概念前已被調配至軍人及相關勞動職務，對兩性關係欠缺認知，認識的人亦很大局限於任務同夥。此乃高層為實行有效嚴格規管制度而故意為之。
其起源是在舊文明時代提倡以宇宙船進出宇宙，並因人道爭議問題而與EVOLVER（自發進化推進派）進行戰爭衝突的多國組織「大陸同盟」。後續故事確認「大陸同盟」在翠星上仍有地面部隊實行任務，但勢力遠不及各船團及陸上國家。
在同盟内，黑迪亞斯的誕生以及與其所發生的戰爭都被視為機密資料。
由於組織信念的關係，大型戰艦均有「人」的象徵，且全是載人兵器。
其實在本篇開始前經歷了數月和黑迪亞斯戰鬥的連敗，處境極為不利，實際上人口數也不到4億7000萬，有一些成員因為恐懼這沒有盡頭的戰爭而脫離同盟，成為「漂流部族」。
黑迪亞斯
人類基因為基礎演變出來的宇宙生命體，與人類銀河同盟屬於敵對狀態。擁有高戰鬥力，可以在一瞬間摧毀人類銀河同盟的艦艇及Machine Calibur。
為了應付複雜的戰局而特化出了多種個體，外表類似由三片花瓣組成，可搬運的「中型攻擊體」、菱形，可搭載許多攻擊形並俱備反艦光束發射器官戰力強大的「攻擊型母艦」、和具有學習能力，可免疫相同攻擊的「進化型母艦」，透過奈米機械模擬碳元素形成堅固的外骨骼的同時可高效率的將電磁波轉換成能量，並且可由外部補食機械的能源，雖然不具備蟲洞技術，但其戰鬥力遠遠凌駕人類銀河同盟。
其起源是舊文明時代的EVOLVER（自發進化推進派）。由於冰河期逼近，而使用宇宙船進行移民需時長，人類可能在宇宙船內因衰老而自然死亡，因此主張在人類的基因組上進行調整，使人類自己的身體轉變成適合在宇宙的真空環境生存。但因為如此將會使人類失去自我而成為另類生物而使的大陸同盟的人們感到非人道而且是威脅到人類的存在，無視於同盟的多次通牒而持續推廣並進行基因改造研究，最終發展成長期的慢性戰爭。
黑迪亞斯是從鯨烏賊進化演變成的，在宇宙嚴酷的環境以及長期的戰爭中演變為軀體與生存力強大的生物，失去了社會、文明以及倫理，成為威脅人類於宇宙發展的生物兵器。
翠星
地球。本作已知歷史中因氣候反常而邁向新的冰河時期，人類種族因著應對方法不同和生物本質改變，而在此時拆成銀河同盟、黑迪亞斯和陸上居民等群體，陸上居民及後再因地表改變而分為船團及陸上國家。隨著水面交通不靈活和宇宙同盟封禁大部分歷史資料的源故，導致這些人類群體的新一代完全沒有交集，因此在本作中各方相遇時都表現得十分意外。
鯨烏賊
形狀類似一隻巨大的魷魚，是地球最強的海洋生物。加爾岡緹亞船團的住民視牠為神聖的生物。特徵與黑迪亞斯相似，由DNA分析證實與黑迪亞斯是同種生物。
不會主動對人類進行攻擊，但受到攻擊就會狂暴化，而加爾岡緹亞船團的裝備亦不可能與其進行對抗。
人類適應宇宙實驗的先行海中適應實驗產物，其實驗體的後裔、黑迪亞斯的原型，稱為 「共生體」，由舊文明時代的人類製造，能呼吸海中的氧氣，還可承受深海的水壓。通過奈米機械「光蟲」共生進行營養補給，和光合作用相似，但效率更高。
光蟲
奈米機械所構成擬似生体組織。渡過地球寒冷化後人類能源的來源，組成鯨烏賊的皮膜及触手，在宇宙則是黑迪亞斯的外殼。

## 電視動畫

### 製作人員
| 職位               | 電視動畫 | OVA《遙遠的巡迴航路》 |
| ------------------ | --- | --- |
| 原作               | Oceanus | Oceanus |
| 原案               | 村田和也 虛淵玄 | 村田和也 虛淵玄 |
| 監督               | 村田和也 | 村田和也 |
| 系列構成           | 虛淵玄 | 不適用 |
| 故事監修           | 不適用 | 虛淵玄 |
| 角色設計原案       | 鳴子 | 鳴子 |
| 角色設計           | 田代雅子 | 田代雅子 |
| 總作畫監督         | 田代雅子 佐佐木敦子 | 田代雅子 |
| 機械設計           | 石渡誠 | 石渡誠 高倉武史 |
| 「加爾岡緹亞」設計 | 岡田有章 | 岡田有章 玉盛順一朗 |
| 設定驗證           | 小倉信也 | 小倉信也 白土晴一 |
| 設定設計           | 小倉信也 | 小倉信也 |
| 道具設計           | 常木志伸 村山章子 | 常木志伸 村山章子 |
| 美術監督           | 栫裕倫 | 栫裕倫 |
| 美術設定           | 加藤浩 | 加藤浩 |
| 色彩設計           | 田中美穗 | 田中美穗 |
| 3DCGI              | 不適用 | Trislash |
| 3D監督             | 遠藤誠 | 須藤悠 |
| 3D技術導演         | 須藤悠 | 不適用 |
| 顯示器設計         | 吉祥寺 | 吉祥寺 |
| 特殊效果           | 村上正博 | 太田憲之 |
| 攝影監督           | 田中宏侍 | 田中宏侍 |
| 剪接               | 濱宇津妙子 | 濱宇津妙子 |
| 音響監督           | 明田川仁 | 明田川仁 |
| 音樂               | 岩代太郎 | 岩代太郎 |
| 音樂製作           | Lantis | Lantis |
| 企劃               | 前田明雄、石川光久 小坂崇氣、西垣慎一郎 井上俊次、安藝貴範 木谷高明                                                      | 前田明雄、石川光久 小坂崇氣、河野洋範 井上俊次、安藝貴範 木谷高明                                                        |
| 總務製作人         | 大河原健、 角田博昭、田中文啟                                                                                            | 大河原健、 角田博昭、田中文啟                                                                                            |
| 開發及製作人協力   | 不適用 | 平澤直 |
| 製作人             | 菊川裕之、平澤直 明神一郎、北田修一 小池克實、小田 文宣惠                                                                | 菊川裕之、鈴木哲史 村松裕基、北田修一 木皿陽平、山田香穗 文宣惠                                                          |
| 動畫製作人         | 大上裕真 | 大上裕真 |
| 動畫製作           | Production I.G | Production I.G |
| 製作               | 「翠星上的加爾岡緹亞」製作委員會 Bandai Visual、Production I.G Nitro+、讀賣電視公司 Lantis、Good Smile Company Bushiroad | 「翠星上的加爾岡緹亞」製作委員會 Bandai Visual、Production I.G Nitro+、讀賣電視公司 Lantis、Good Smile Company Bushiroad |

### 音樂

#### 主題曲
電視動畫
片頭曲（第1、13話片尾曲，第2話－第11話）
作詞：畑亞貴，作曲、編曲：中土智博，主唱：茅原實里
片尾曲（第2話－第12話）
作詞：，作曲、編曲：矢吹香那，主唱：ChouCho
OVA《遙遠的巡迴航路》
片頭曲
作詞：唐澤美帆，作曲：原田篤，編曲：桑原聖，主唱：TRUE
片尾曲
作詞、主唱：ChouCho，作曲、編曲：h-wonder

#### 原聲音樂

原聲大碟封面

動畫原聲大碟於2013年6月26日由Lantis發行。全碟均由岩代太郎編曲，合共收錄49首背景音樂。
| Disc 1 | Disc 1 | Disc 1 |
| 曲序   | 曲目   | 时长   |
| ------ | ------ | ------ |
| 1.     |        | 2:24   |
| 2.     |        | 2:11   |
| 3.     |        | 2:26   |
| 4.     |        | 2:12   |
| 5.     |        | 2:16   |
| 6.     |        | 2:09   |
| 7.     |        | 2:29   |
| 8.     |        | 2:19   |
| 9.     |        | 2:13   |
| 10.    |        | 2:28   |
| 11.    |        | 2:31   |
| 12.    |        | 2:24   |
| 13.    |        | 2:01   |
| 14.    |        | 2:20   |
| 15.    |        | 2:02   |
| 16.    |        | 2:14   |
| 17.    |        | 2:16   |
| 18.    |        | 2:19   |
| 19.    |        | 2:12   |
| 20.    |        | 2:31   |
| 21.    |        | 2:09   |
| 22.    |        | 2:01   |
| 23.    |        | 2:22   |
| 24.    |        | 2:04   |
| 25.    |        | 1:51   |
| 26.    |        | 2:05   |
| 27.    |        | 2:14   |
| 28.    |        | 2:01   |
| 29.    |        | 2:15   |

| Disc 2 | Disc 2     | Disc 2   | Disc 2 |
| 曲序   | 曲目       | 收錄動畫 | 时长   |
| ------ | ---------- | -------- | ------ |
| 1.     |            |          | 2:23   |
| 2.     |            |          | 2:09   |
| 3.     |            |          | 2:06   |
| 4.     |            | 第6話    | 2:15   |
| 5.     |            | 第6話    | 1:36   |
| 6.     |            |          | 2:21   |
| 7.     |            |          | 2:26   |
| 8.     |            |          | 2:16   |
| 9.     |            |          | 2:35   |
| 10.    |            |          | 2:13   |
| 11.    |            |          | 1:57   |
| 12.    |            |          | 2:33   |
| 13.    |            |          | 2:11   |
| 14.    |            |          | 2:09   |
| 15.    |            |          | 2:14   |
| 16.    | （陶笛版） |          | 1:48   |
| 17.    |            |          | 2:51   |
| 18.    |            |          | 2:38   |
| 19.    |            |          | 2:24   |
| 20.    |            | 第6話    | 4:03   |

### 各話列表
| 話數   | 日文標題 | 中文標題       | 中文標題   | 劇本              | 分鏡                | 演出                                | 作畫監督                                                        | 作畫監督      | 片尾插畫    |
| 話數   | 日文標題 | 群英社         | TVB        | 劇本              | 分鏡                | 演出                                | 原畫                                                            | 機械、效果    | 片尾插畫    |
| ------ | -------- | -------------- | ---------- | ----------------- | ------------------- | ----------------------------------- | --------------------------------------------------------------- | ------------- | ----------- |
| 第1話  |          | 漂流者         | 漂流者     | 虛淵玄            | 村田和也            | 村田和也                            | 石川真理子                                                      | 岩瀧智        |             |
| 第2話  |          | 一切起源的行星 | 起源之星   | 谷村大四郎        | 村田和也 小林敦     | 小林敦                              | 吉川真帆、石井明治 宮川智惠子、窪田康高                         | 岩朧智        |             |
| 第3話  |          | 無賴女王       | 無賴的女皇 | 砂阿久雁          | 西村純二            | 新留俊哉                            | 中村悟                                                          | 岩朧智        |             |
| 第4話  |          | 追憶之笛       | 追憶之笛   |                   | 鐮倉由實            | 石井久志                            | 小澤郁、永島明子                                                | 岩瀧智        | karory      |
| 第5話  |          | 無風之日       | 無風日     | 谷村大四郎        | 岡村天齋            | 井端義秀                            | 、永島明子                                                      | 不適用        | Hisasi      |
| 第6話  |          | 狂歡節         | 謝肉祭     | 海法紀光          | 山內重保            | 山內重保 木村延景                   | 石井明治、堀元宜                                                | 不適用        | 津路参汰    |
| 第7話  |          | 士兵的命運     | 戰士的使命 | 谷村大四郎        | 新留俊哉            | 新留俊哉                            | 織田誠                                                          | 岩瀧智 大浪太 | 比村奇石    |
| 第8話  |          | 離別           | 離別       |                   | 村田和也            | 石川真理子                          | 永島明子、小澤郁                                                | 不適用        |             |
| 第9話  |          | 深海的秘密     | 深海之秘   | 海法紀光          | 平田智浩            | 平田智浩                            | 加加美高浩、植田實 才木康寬                                     | 不適用        |             |
| 第10話 |          | 野心之島       | 野心島     | 谷村大四郎        | 小村方宏治          | 小村方宏治                          | 石塚健、森田史                                                  | 不適用        | 八重樫南    |
| 第11話 |          | 恐怖的霸王     | 恐怖霸王   | 海法紀光          | 新留俊哉            | 新留俊哉                            | 中村深雪、李富熙                                                | 不適用        | 加茂        |
| 第12話 |          | 決斷時刻       | 決定       | 谷村大四郎        | 村田和也            | 井端義秀                            | 中村悟、堀元宣                                                  | 不適用        | 和泉Tsubasu |
| 第13話 |          | 翠星的傳說     | 翠星傳說   | 虛淵玄            | 村田和也            | 村田和也 鐮岡由實                   | 植田實、小澤郁 中村深雪、片桐貴悠 堀元宜、村山章子              | 不適用        | 石惠        |
| 第14話 |          | 廢墟船團       | 不適用     |                   | 石川真理子 村田和也 | 石川真理子 米林拓                   | 折井ー雅、石橋翔祐 永島明子、岡真里子 澀谷秀、頂真司 石川真理子 | 不適用        |             |
| 第15話 |          | 異界神的祭壇   | 不適用     | 佐野隆史 村田和也 | 新留俊哉            | 栗田聰美、清水勝祐 永島明子、李富基 |                                                                 | 不適用        |             |

| 篇章 | 劇本       | 分鏡     | 演出            | 作畫監督                                               | 機械、效果作畫監督        | 總作畫監督 |
| ---- | ---------- | -------- | --------------- | ------------------------------------------------------ | ------------------------- | ---------- |
| 前篇 | 谷川大四郎 | 村田和也 | 村田和也        | 伊藤秀樹、永島明子 李富熙、小澤郁 海島千本、石川真理子 | 桝田浩史                  | 田代雅子   |
| 後篇 | 谷川大四郎 | 村田和也 | 村田和也 傅沙織 | 永島明子、小澤郁 今橘明日菜                            | 中原久文（機械） （效果） | 海島千本   |

### 播放電視台

#### 日本国内
日本深夜動畫：下文記載的日本国内播放時間使用日本標準時間（UTC+9）表示。因為部分時間标识會採用30小时制，因此請留意这类超过24:00的时间，其實際播放時間為翌日清晨。
| 播放地區   | 播放電視台 | 播放日期              | 播放時間（UTC+9）         | 所屬聯播網 | 備註            |
| ---------- | ---------- | --------------------- | ------------------------- | ---------- | --------------- |
| 東京都     | TOKYO MX   | 2013年4月7日－6月30日 | 星期日 22時00分－22時27分 | 獨立UHF局  |                 |
| 近畿廣域圈 | 讀賣電視台 | 2013年4月8日－7月1日  | 星期一 25時58分－26時28分 | 日本電視網 | MANPA節目 第1部 |
| 日本全國   | BS11       | 2013年4月9日－7月2日  | 星期二 24時00分－24時30分 | 衛星電視   | 「ANIME+」節目  |
| 中京廣域圏 | 中京電視台 | 2013年4月9日－7月2日  | 星期二 26時37分－27時07分 | 日本電視網 |                 |

#### 日本国外
台湾
从2013年5月22日开始，于星期三 21:00-22:00，在MY 101綜合台播出。
香港
2013年5月28日－8月20日，于星期二 22:00-22:30，在J2播出。

### 迷你加爾岡緹亞
《迷你加爾岡緹亞》為與本作有關的小劇場，製作目的是為了「補足本篇的人物和情報，順便拿角色來隨便玩玩」。在電視動畫每集放映後，經由官方網站更新，全13話。
- 監督、演出：蘆名
- 劇本：谷村大四郎
- 角色設計：
- 作畫監督：
- 動畫製作：Studio PuYUKAI
- 製作：Production I.G

| 話數 | 發佈日期      | 出演角色                   |
| ---- | ------------- | -------------------------- |
| 1話  | 2013年4月10日 | 萊德、突擊者、愛美         |
| 2話  | 2013年4月17日 | 萊德、突擊者、愛美、貝露絲 |
| 3話  | 2013年4月24日 | 萊德、突擊者、貝露絲、莉芝 |
| 4話  | 2013年5月1日  | 萊德、突擊者、莉芝、愛美   |
| 5話  | 2013年5月8日  | 萊德、突擊者、梅爾蒂、莎耶 |
| 6話  | 2013年5月15日 | 萊德、突擊者、愛美         |
| 7話  | 2013年5月22日 | 萊德、突擊者、貝露絲       |
| 8話  | 2013年5月29日 | 萊德、突擊者、莉芝、愛美   |
| 9話  | 2013年6月5日  | 萊德、突擊者               |
| 10話 | 2013年6月12日 | 萊德、突擊者、彼利安       |
| 11話 | 2013年6月19日 | 萊德、突擊者、梅爾蒂、莎耶 |
| 12話 | 2013年6月26日 | 萊德、突擊者、愛美         |
| 13話 | 2013年7月3日  | 萊德、突擊者、愛美         |

## 出版書籍

### 漫畫
| 集數 | 角川書店     | 角川書店               |
| 集數 | 發售日期     | ISBN                   |
| ---- | ------------ | ---------------------- |
| 1    | 2013年4月8日 | ISBN 978-4-04-120677-5 |
| 2    | 2013年9月7日 | ISBN 978-4-04-120850-2 |
| 3    | 2014年3月7日 | ISBN 978-4-04-121068-0 |

### 小說
| 卷數                                       | 日文版                            | 日文版                            | 日文版                            | 繁體中文版                        | 繁體中文版                        | 繁體中文版                        |
| 卷數                                       | 出版日期                          | ISBN                              | 文庫                              | 出版日期                          | ISBN                              | 文庫                              |
| 《翠星上的加爾岡緹亞 少年與巨人》          | 《翠星上的加爾岡緹亞 少年與巨人》 | 《翠星上的加爾岡緹亞 少年與巨人》 | 《翠星上的加爾岡緹亞 少年與巨人》 | 《翠星上的加爾岡緹亞 少年與巨人》 | 《翠星上的加爾岡緹亞 少年與巨人》 | 《翠星上的加爾岡緹亞 少年與巨人》 |
| ------------------------------------------ | --------------------------------- | --------------------------------- | --------------------------------- | --------------------------------- | --------------------------------- | --------------------------------- |
| 1                                          | 2013年5月20日                     | —                                 | Nitroplus                         |                                   |                                   |                                   |
| 《翠星上的加爾岡緹亞》                     |                                   |                                   |                                   |                                   |                                   |                                   |
| 1                                          | 2013年5月30日                     | ISBN 978-4-04-728918-5            | Fami通文庫                        | 2013年8月15日                     | ISBN 9789863107408                | 青文文庫                          |
| 2                                          | 2013年6月29日                     | ISBN 978-4-04-728979-6            | Fami通文庫                        | 2014年2月22日                     | ISBN 9789863109334                | 青文文庫                          |
| 3                                          | 2013年9月30日                     | ISBN 978-4-04-729098-3            | Fami通文庫                        |                                   |                                   | 青文文庫                          |
| 《翠星上的加爾岡緹亞〜遙遠、邂逅的天地〜》 |                                   |                                   |                                   |                                   |                                   |                                   |
| 1                                          | 2015年8月29日                     | ISBN 978-4-04-730518-2            | Fami通文庫                        |                                   |                                   |                                   |
| 2                                          | 2016年3月30日                     | ISBN 978-4-04-730519-9            | Fami通文庫                        |                                   |                                   |                                   |
| 《翠星上的加爾岡緹亞 外傳・少年與巨人》    |                                   |                                   |                                   |                                   |                                   |                                   |
| 外傳                                       | 2013年11月30日                    | ISBN 978-4-04-729298-7            | Fami通文庫                        | 2015年1月15日                     | ISBN 9789863561910                | 青文文庫                          |

### 相關書籍
《翠星上的加爾岡緹亞 PROGRESS FILES》
- 2013年12月20日發售　萬代影視出版　ISBN 978-4-894-57105-1

《翠星上的加爾岡緹亞 World Creation》
- 2014年1月22日發售　一迅社出版　ISBN 978-4-758-01351-2

## 游戏

### 網頁遊戲
微软与Production I.G联合推出了3D版网页游戏《Gargantia: Sky Courier》。用以推广IE 11浏览器。
DMM.com也在其營運的網頁上推出由DMM GAMES製作、屬於經營類型的模擬遊戲《翠星上的加爾岡緹亞 ONLINE FLEET （页面存档备份，存于）（翠星のガルガンティア ONLINE FLEET）》，除了有本篇的劇情，亦有延續原作的新篇。

### 跨界作品
第3次超級機器人大戰Z 天獄篇
2015年4月2日發售預定的PlayStation 3、PlayStation Vita用遊戲，本作於超級機器人大戰系列首次參戰

## 註解
1. ↑  YouTube上的少年的異星漂流物語《翠星上的加爾岡緹亞》 MOD第101頻道【MY 101綜合台】. 曾在預告片譯為「捷霸」，後來台版DVD採用，異於台灣MY 101綜合台及港版的「突擊者」。
2. ↑  準確為26萬6815分鐘
3. ↑  被庫拉莉亞称呼为姐姐，而奧迪莉亞又称呼阿莱莉亚为姐姐，可以推断为二女
4. ↑  称呼奧迪莉亞和阿莱莉亚为姐姐，可以推断为三女
5. ↑  BD第一卷特典，未公开放送
6. ↑  BD第三卷特典，未公开放送

## 外部連結
- 「翠星上的加爾岡緹亞」動畫官方網站 （页面存档备份，存于）（日語）
- 「翠星上的加爾岡緹亞」動畫官方網誌 （页面存档备份，存于）（日語）
- 翠星上的加爾岡緹亞的Facebook專頁（日語）
- 「翠星上的加爾岡緹亞」官方賬號（@gar_anime）的X（前Twitter）（日語）